# Jessica Trisko
Jessica Trisko (n. 1984 în Vancouver, British Columbia, Canada) a câștigat în anul 2007 concursul de frumusețe Miss Earth. Tatăl ei provine din Ucraina iar mama de pe insulele Filipine. Înainte de a deveni Miss Earth 2007, ea a fost Miss Earth Canada și Miss Universe Canada 2007. Deține un doctorat în științe politice obținut la Universitatea McGill din Montréal și lucrează ca asistent universitar la American University din Washington.

## Legături externe
- en  Prezentare la American University

1. 1 2  National Library of Israel Names and Subjects Authority File, accesat în 13 august 2023
2. ↑  ORCID Public Data File 2023, accesat în 10 noiembrie 2023
3. ↑  ORCID Public Data File 2023, accesat în 10 noiembrie 2023
4. ↑  ORCID Public Data File 2023, accesat în 10 noiembrie 2023
5. ↑  „Джессика Триско - мисс Вселенная из Ванкувера - vancouveranka.com” (în rusă). 27 octombrie 2022. Accesat în 28 octombrie 2022.